# Chiesa di Santa Maria di Piazza (Ostra Vetere)
La chiesa di Santa Maria di Piazza è la parrocchiale di Ostra Vetere, in provincia di Ancona e diocesi di Senigallia; fa parte della vicaria di Ostra-Arcevia.

## Storia
L'originaria collegiata abbaziale, legata all'ordine benedettino di Vallombrosa, sorse entro la metà Quattrocento, intorno al 1444; nel 1480 venne eletto il primo abate secolare, Filippo Corsi.
Nel 1664 Marco Poccianti, appena eletto abate, promosse la riedificazione della chiesa; l'incarico di redigere il progetto fu assegnato a Francesco Borromini, ma poi, giudicato troppo dispendioso, si ripiegò sul disegno dell'architetto Brunacci. Nel 1682 l'abate morì senza riuscire a vedere ultimato il luogo di culto, che anzi risultava ancora in costruzione.
Alla fine del XIX secolo questo edificio versava in precarie condizioni, cosicché nel 1890 venne demolito per far spazio alla nuova chiesa; quest'ultima, progettata dal bolognese Giovanni Gualandi, fu terminata nel 1910, mentre il campanile e la cupola risultavano completata nel 1918.
Nel 1971 si provvide ad adeguare la parrocchiale alle norme postconciliari mediante l'aggiunta dell'altare rivolto verso l'assemblea
L'evento sismico del 1997 arrecò alla chiesa alcuni danni, per sanare i quali si procedette poi a un intervento di restauro e di consolidamento; l'edificio fu poi lesionato nuovamente dal terremoto del 2016.

## Descrizione

### Esterno

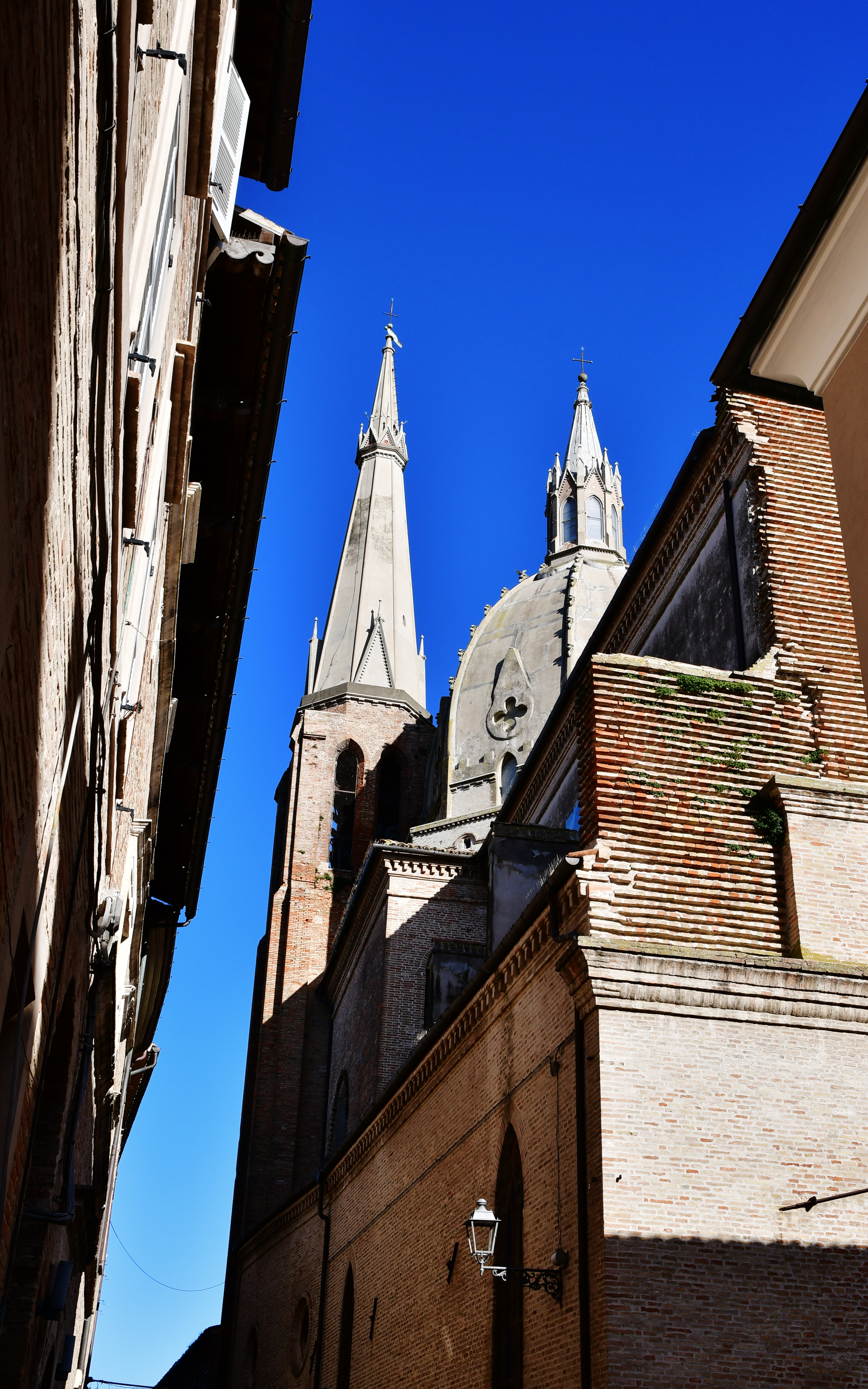
Il campanile e la cupola

La facciata a salienti della chiesa, rivolta a sudovest, è suddivisa da una cornice marcapiano modanata e aggettante in due registri; quello inferiore presenta centralmente il portale d'ingresso, sormontato dal timpano spezzato, mentre quello superiore è caratterizzato da una cornice ogivale entro la quale si apre il rosone.
Annesso alla parrocchiale è il campanile a base quadrata, la cui cella presenta su ogni lato una doppia monofora ed è coronata dalla guglia poggiante sul tamburo.

### Interno
L'interno dell'edificio, a pianta a croce latina con cupola, si compone di tre navate, separate da pilastri, caratterizzati dall'alternanza di fasci in mattoni e in intonaco e sorreggenti gli archi a sesto acuto e i costoloni che scandiscono le volte a crociera; al termine dell'aula si sviluppa il presbiterio, rialzato di tre gradini e chiuso dall'abside di forma poligonale coperta da volta a ombrello.
Qui sono conservate diverse opere di pregio, tra le quali il crocifisso ligneo, intagliato nel XVI secolo, la pala raffigurante la Madonna col Bambino tra i Santi Giovanni Battista e Antonio Abate, attribuita a Girolamo Cialdieri, il settecentesco organo, costruito da Gaetano Callido, e il paliotto in scagliola recante la raffigurazione dell'Annunciazione della Vergine Maria, risalente al XVIII secolo.